# Hymenachne donacifolia
Hymenachne donacifolia là một loài thực vật có hoa trong họ Hòa thảo. Loài này được (Raddi) Chase mô tả khoa học đầu tiên năm 1923.